# Burren

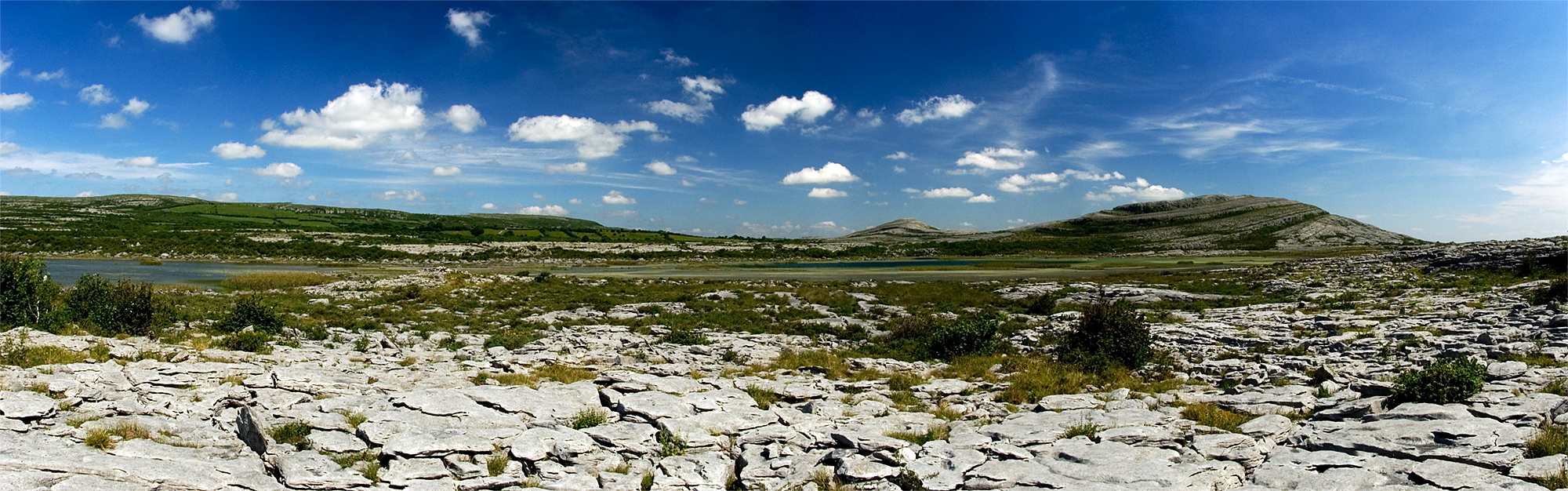
Veduta verso il Mullagh Mor

Il Burren (dal gaelico irlandese: Boireann, che significa "distretto pietroso" o "grande roccia") è un vasto tavolato calcareo unico al mondo che si estende per gran parte della Contea di Clare, nella Repubblica d'Irlanda, compreso all'incirca tra i centri abitati di Ballyvaughan, Kinvarra, Gort, Corrofin, Kilfenora e Lisdoonvarna fino al Black Head Lighthouse, per un'area di circa 300 km².

## Caratteristiche
La regione del Burren copre l'1% del territorio Irlandese per un'estensione totale di circa 250 km quadrati. Nel sud-est del Burren il Governo Irlandese ha acquisito 1673 ettari di territorio adibendoli a parco e istituendo così il Parco nazionale del Burren. 
Le colline dell'area sono formate da una pavimentazione calcarea frammentata da moltissime fessure lineari, chiamate grikes, che formano quindi varie rocce isolate, chiamate clints.
Oltre che per i suggestivi ed unici scenari che può offrire, il Burren è rinomato per l'incredibile flora presente fra i grikes: è possibile trovare piante locali, ma anche addirittura mediterranee e alpine, a seconda delle zone e della forma delle rocce: il particolare fiore blu della genziana di primavera, pianta tipicamente alpina, è un simbolo spesso usato per contraddistinguere la regione.
Altra importante caratteristica del Burren è il formarsi di piccoli stagni temporanei che possono durare però tempi anche molto lunghi, chiamati turlough.

## Luoghi d'interesse
Oltre al forte interesse naturalistico e paesaggistico, il Burren è ricchissimo di siti archeologici di notevole importanza: dolmen a porta come il celebre Dolmen di Poulnabrone, forti circolari in pietra, tra i quali spicca quello triplo di Cahercommaun, reperti preistorici nelle Grotte di Aillwee e, non per ultima, la particolare High Cross celtica di Kilfenora.
Non pochi scalatori si avventurano a scalare alcune pareti rocciose del Burren piuttosto impervie, mentre è molto visitato anche il bianco e caratteristico faro di Black Head, che spicca a ridosso del mare proprio su una parte del tavolato calcareo.

## Galleria d'immagini

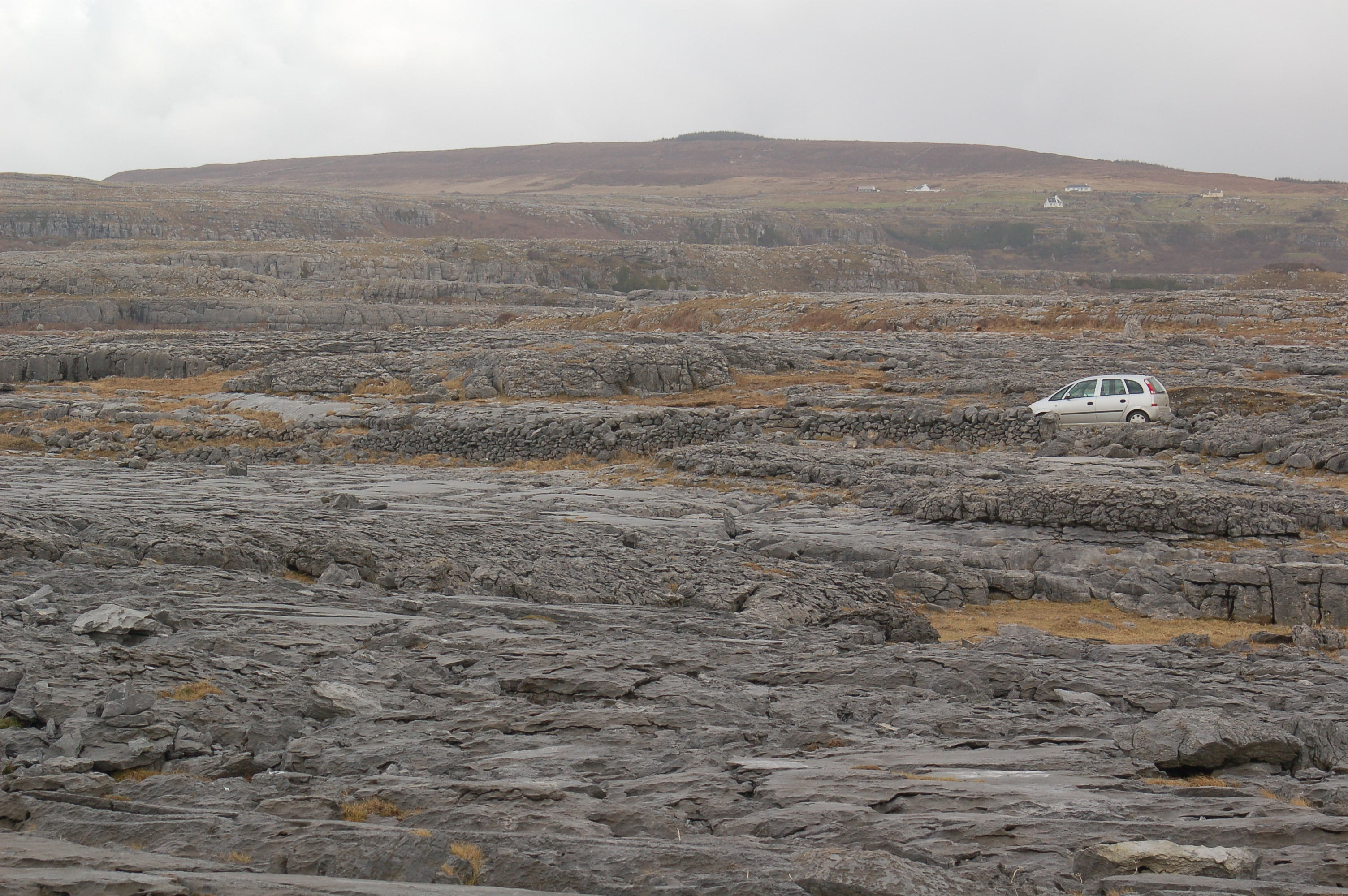
Scorcio lunare e spettrale del Burren in inverno
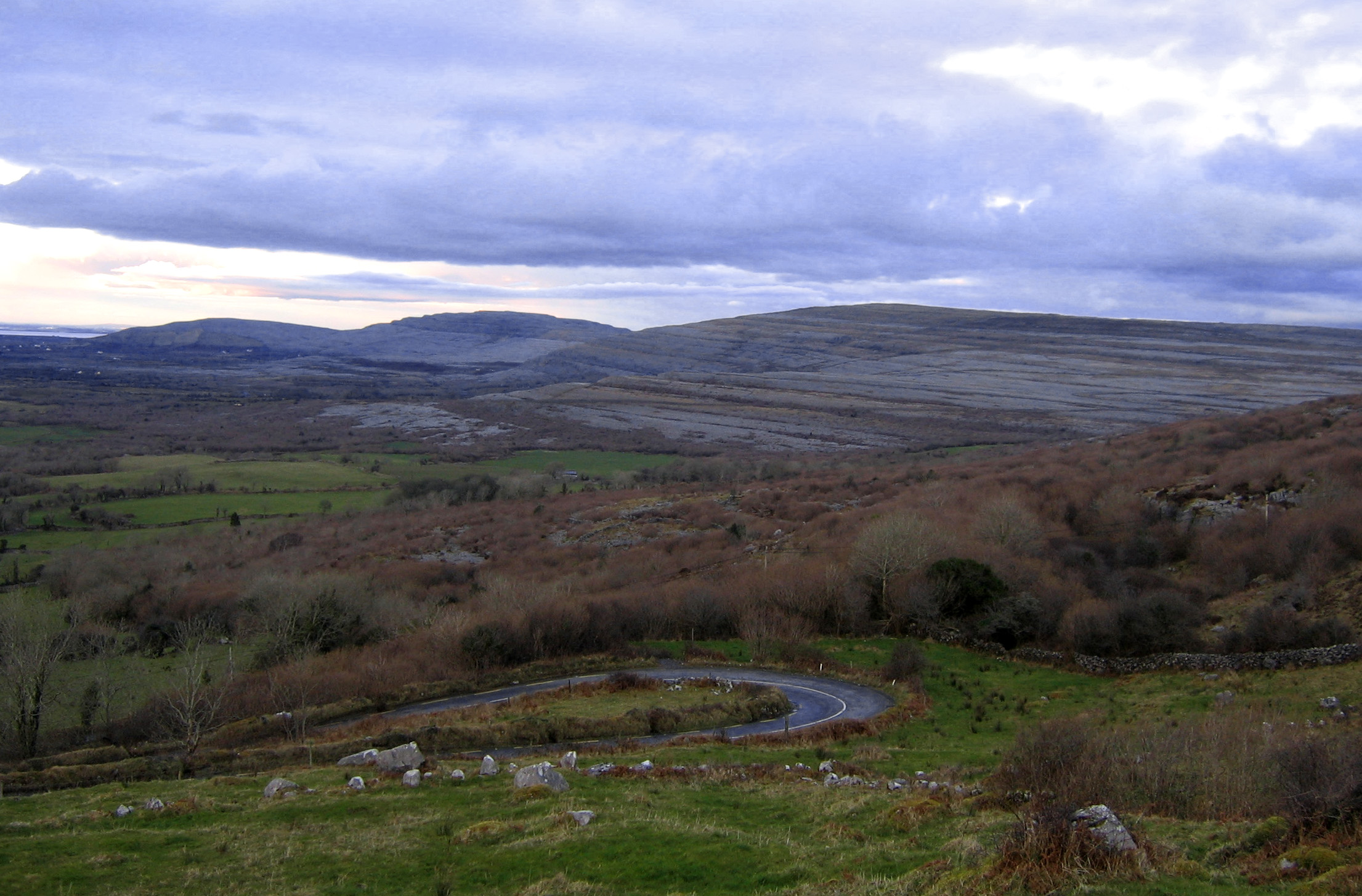
Il netto contrasto fra i campi sottostanti e le colline di calcare
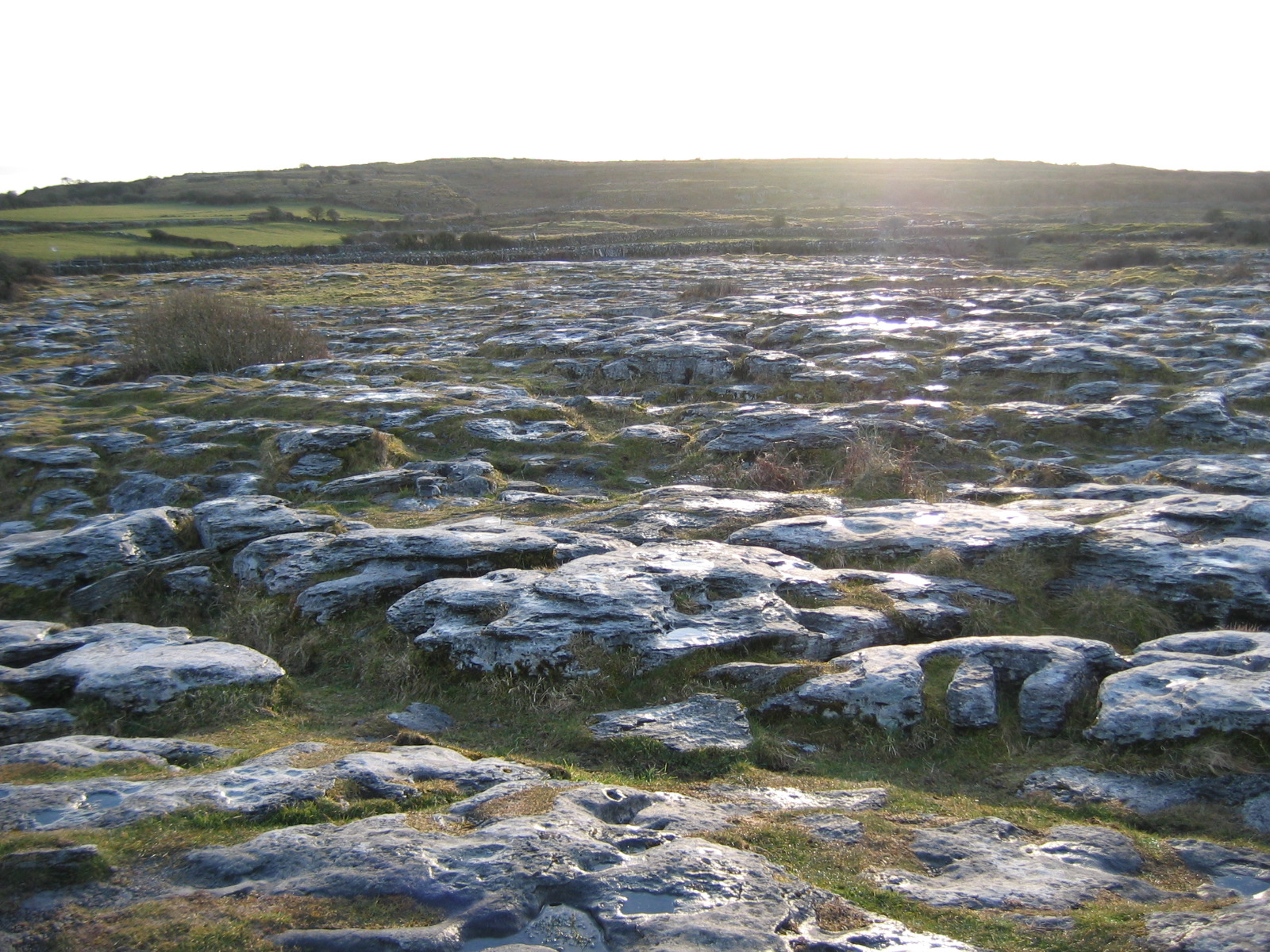
Giochi di luce
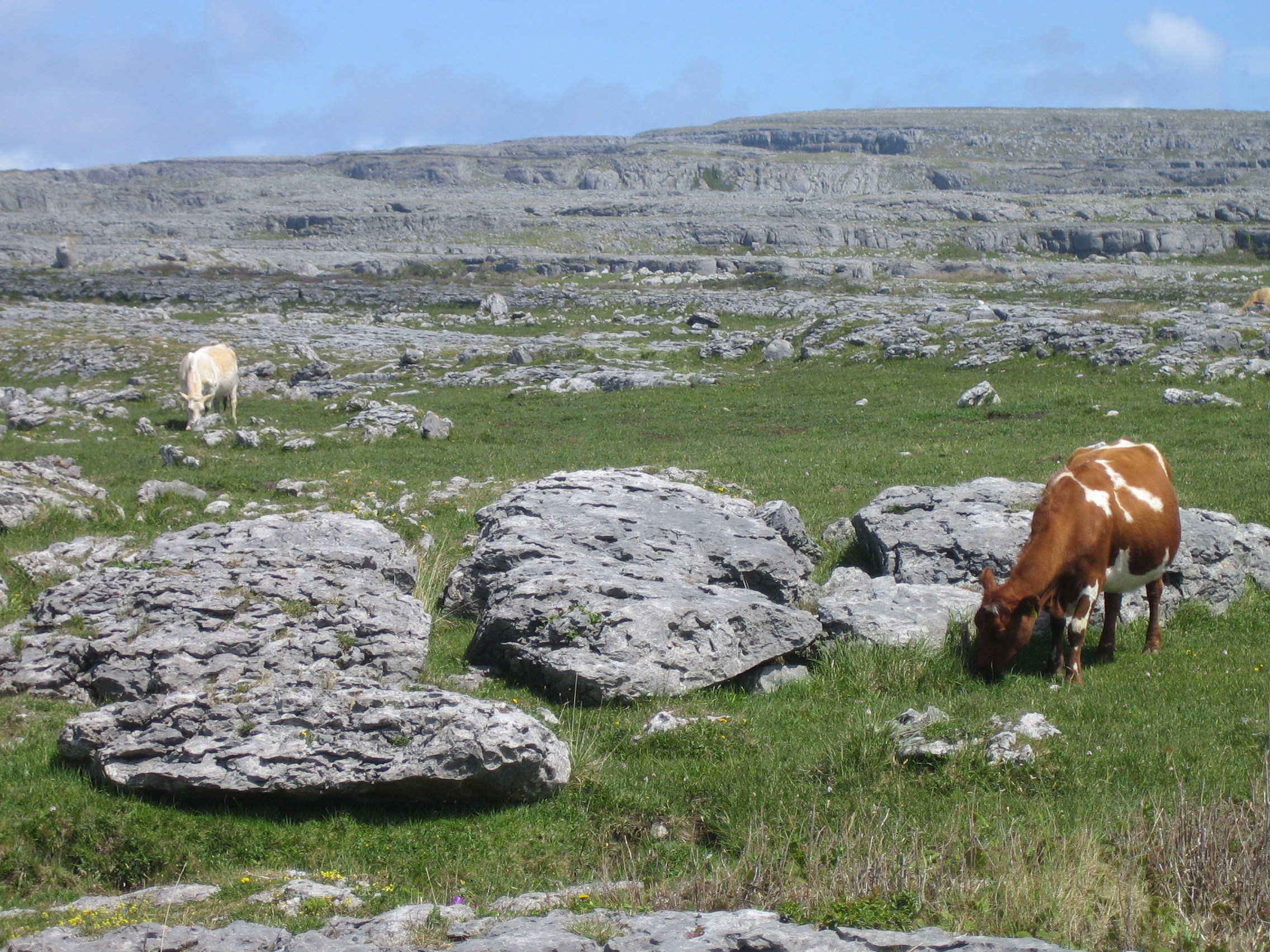
Contrasto fra erba e clints
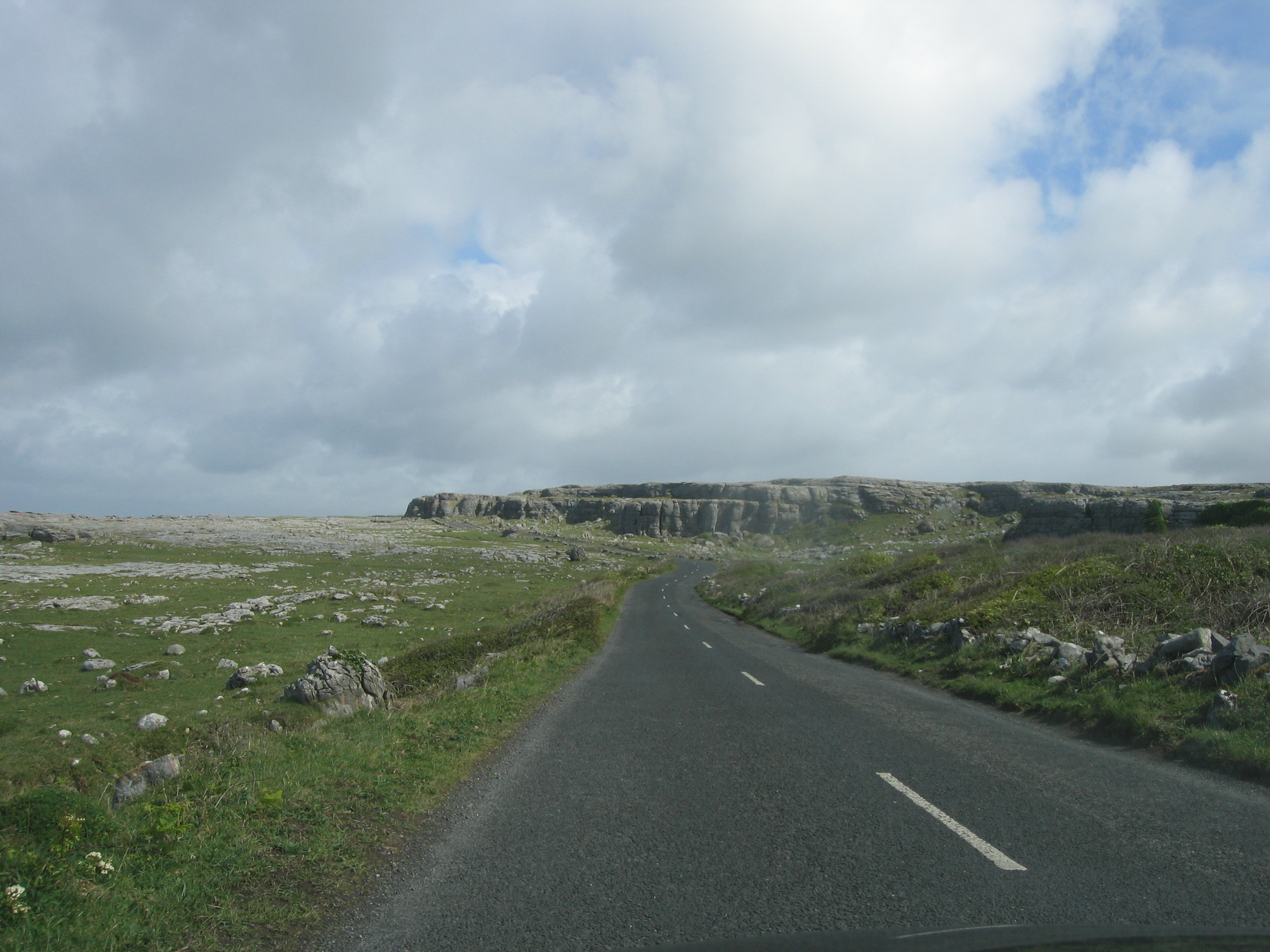
Un interessante scorcio interno
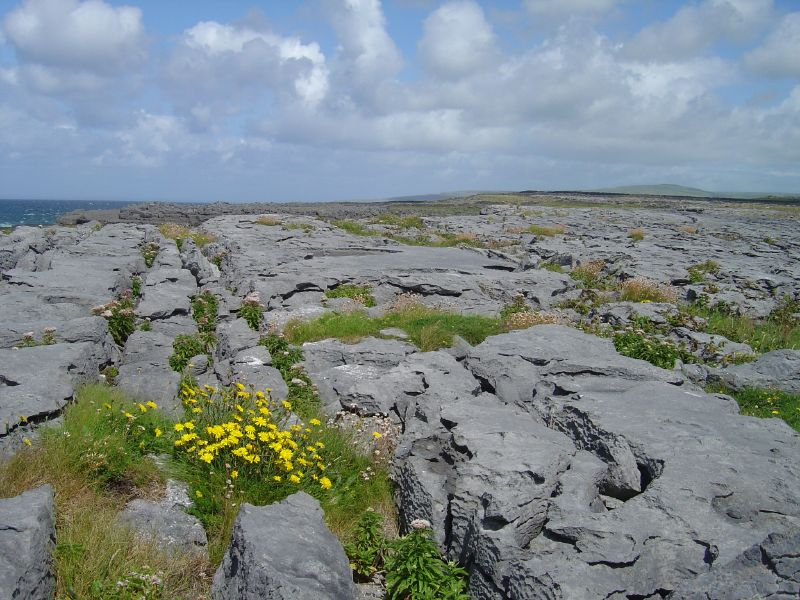
Grikes e vegetazione
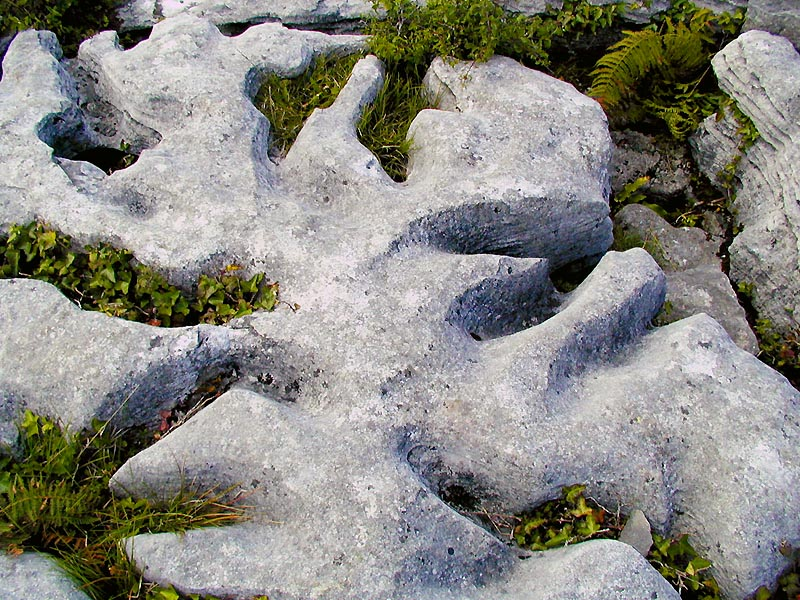
Dettaglio di clints e grikes
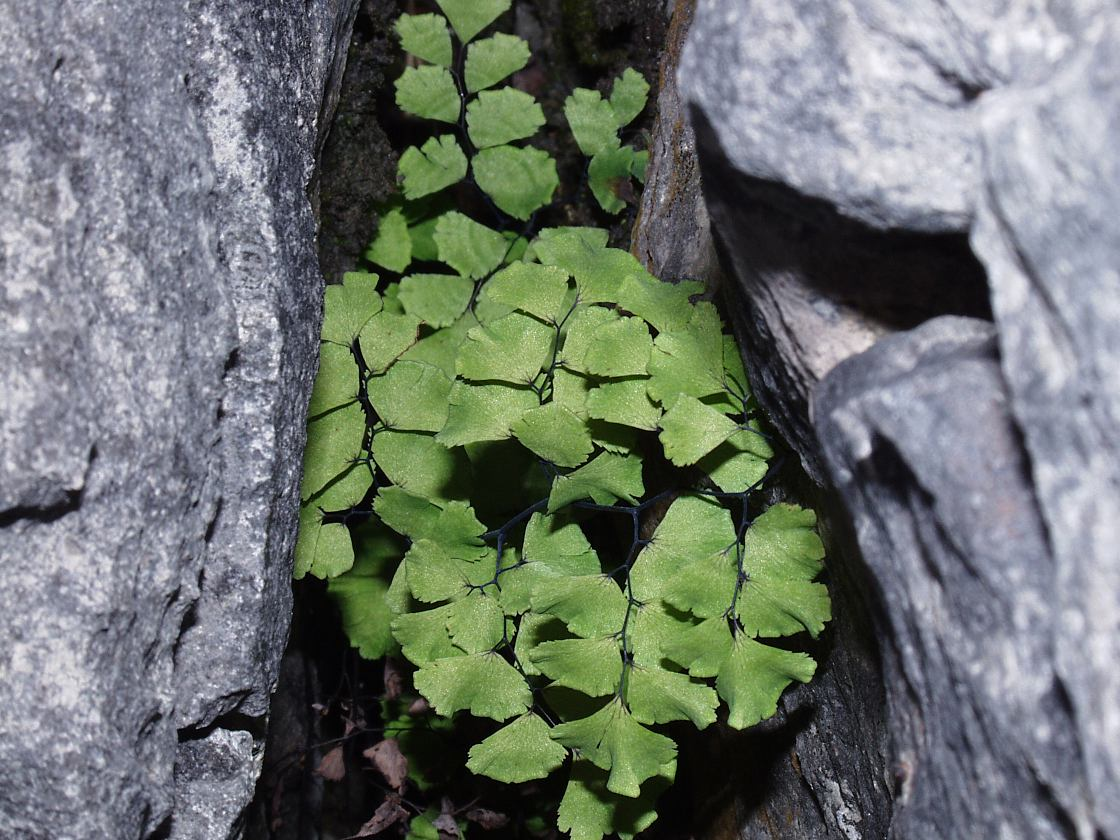
Flora in un grike
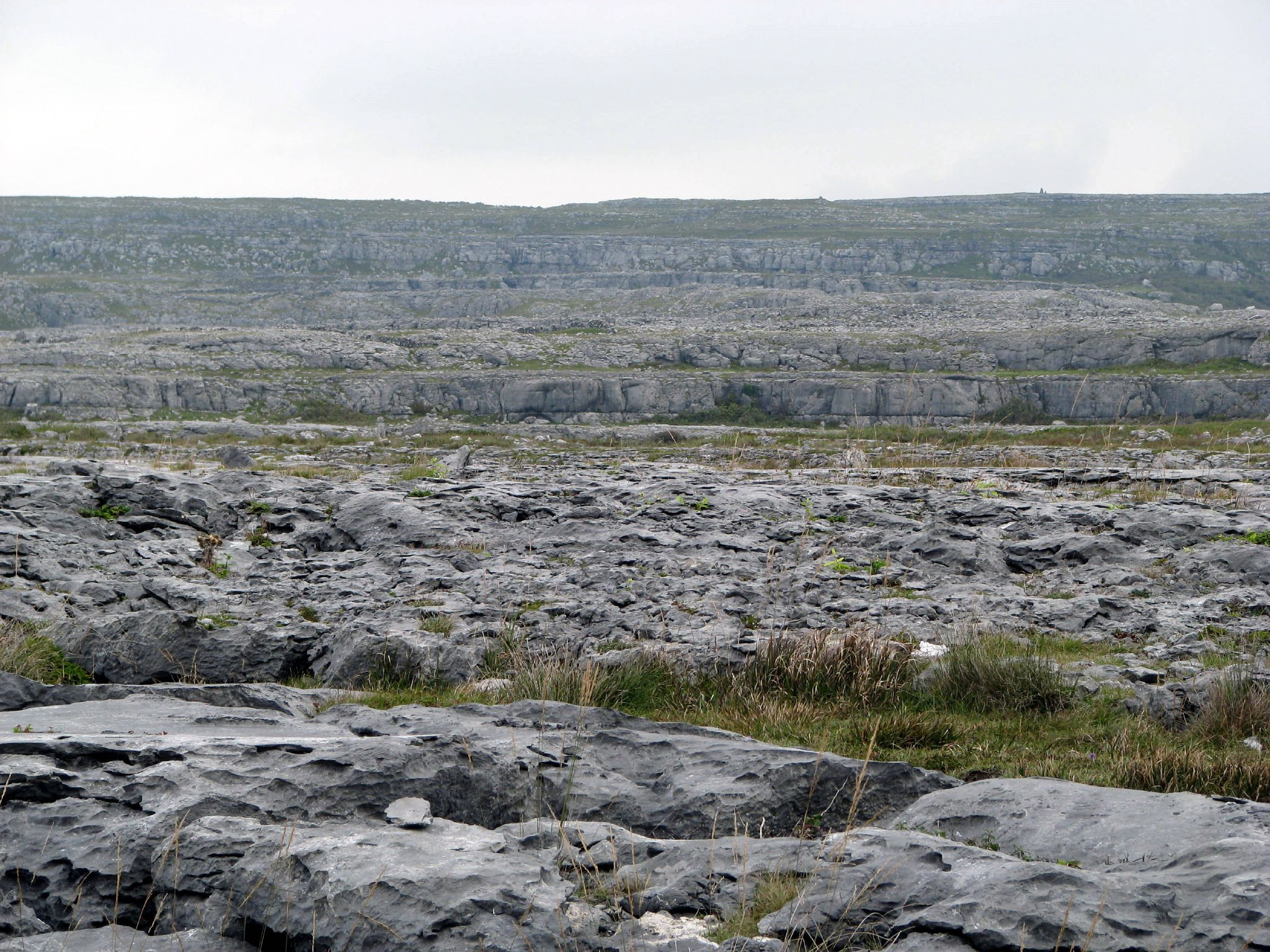
Altro scorcio lunare
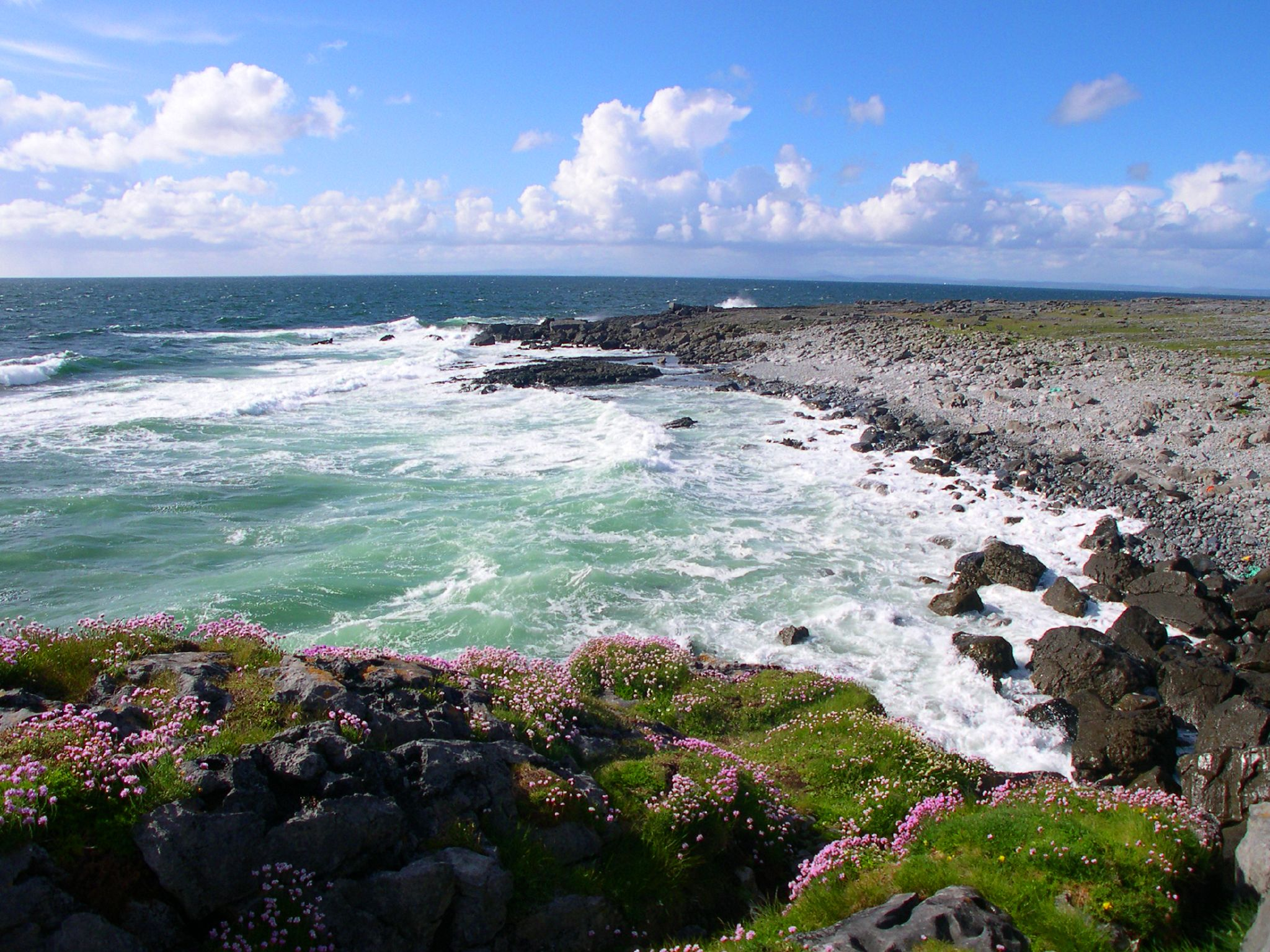
Tratto di costa con erica
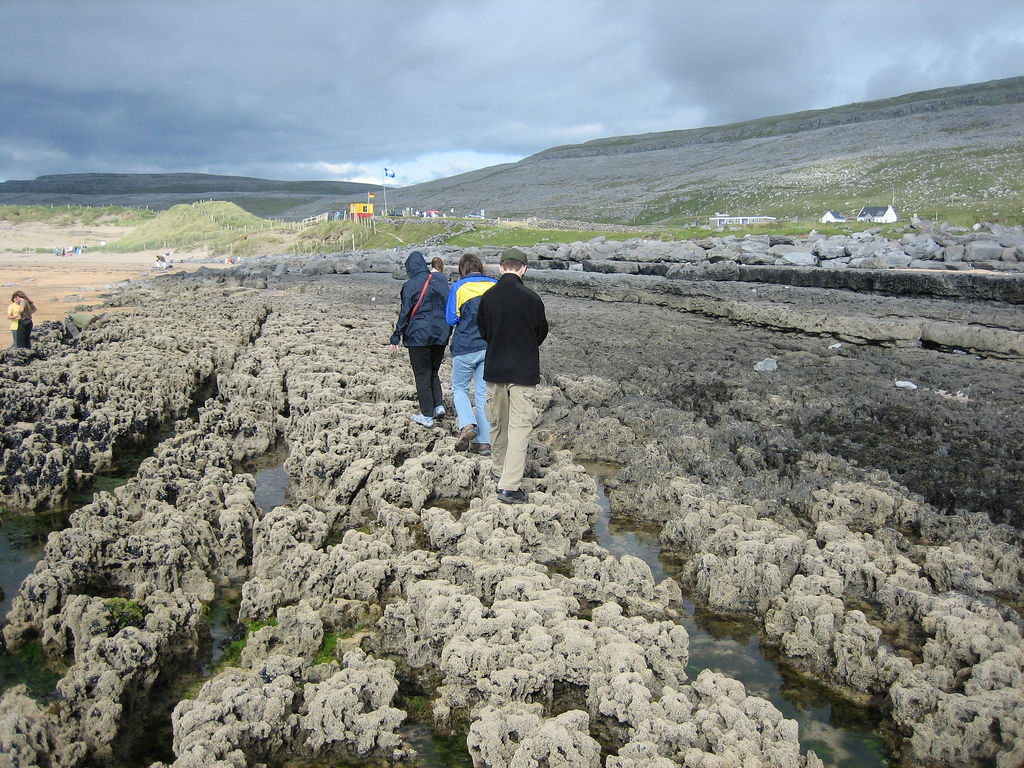
Calcare scavato dalla marea
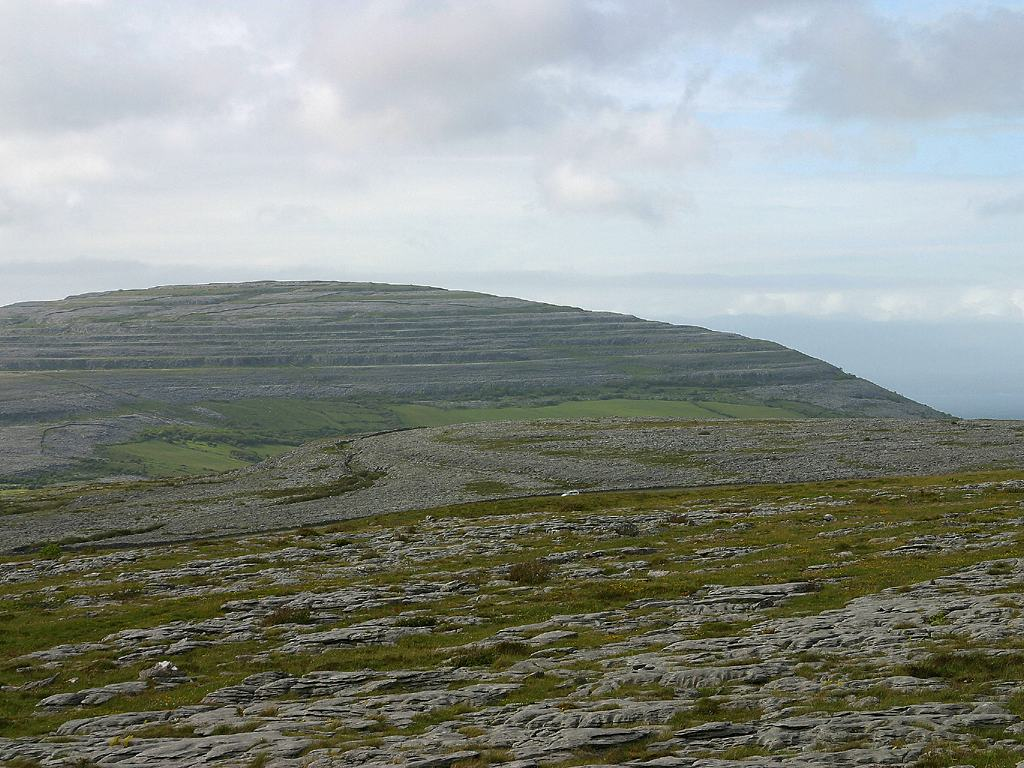
Calcare levigato dal vento
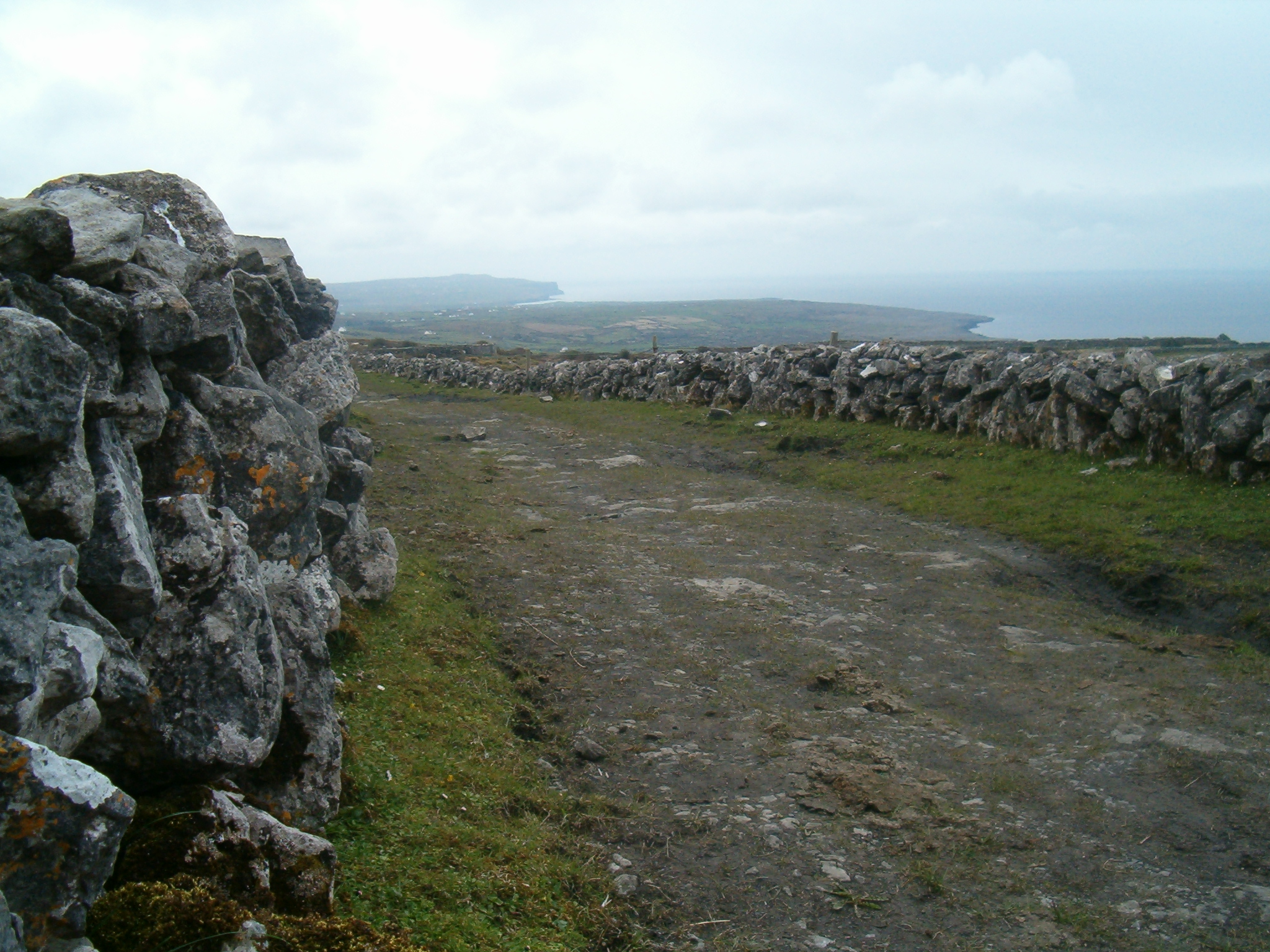
Altra zona costiera
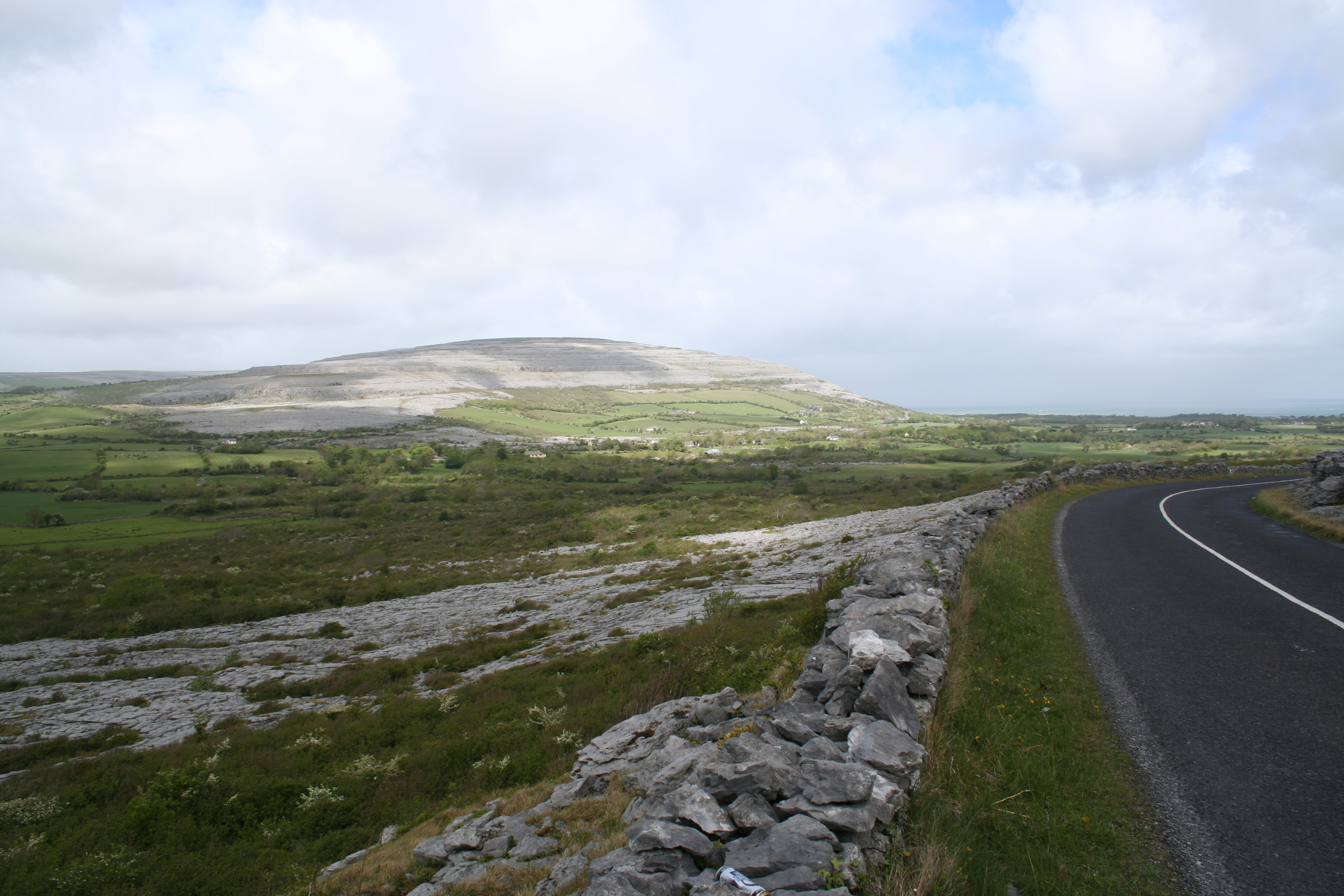
Scorcio tipico
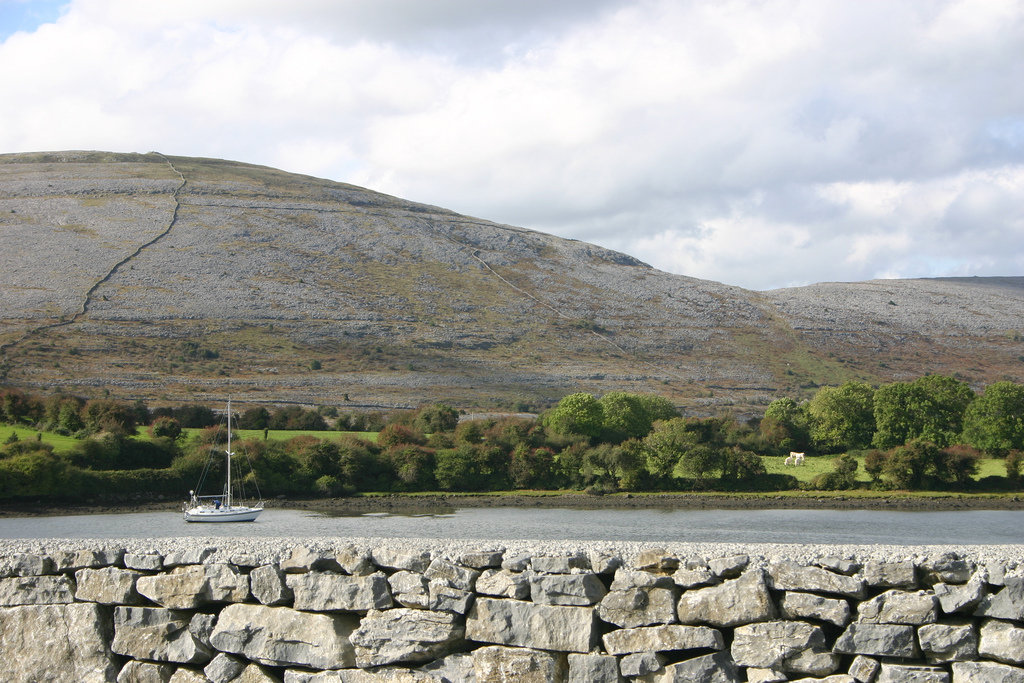
Scorcio suggestivo
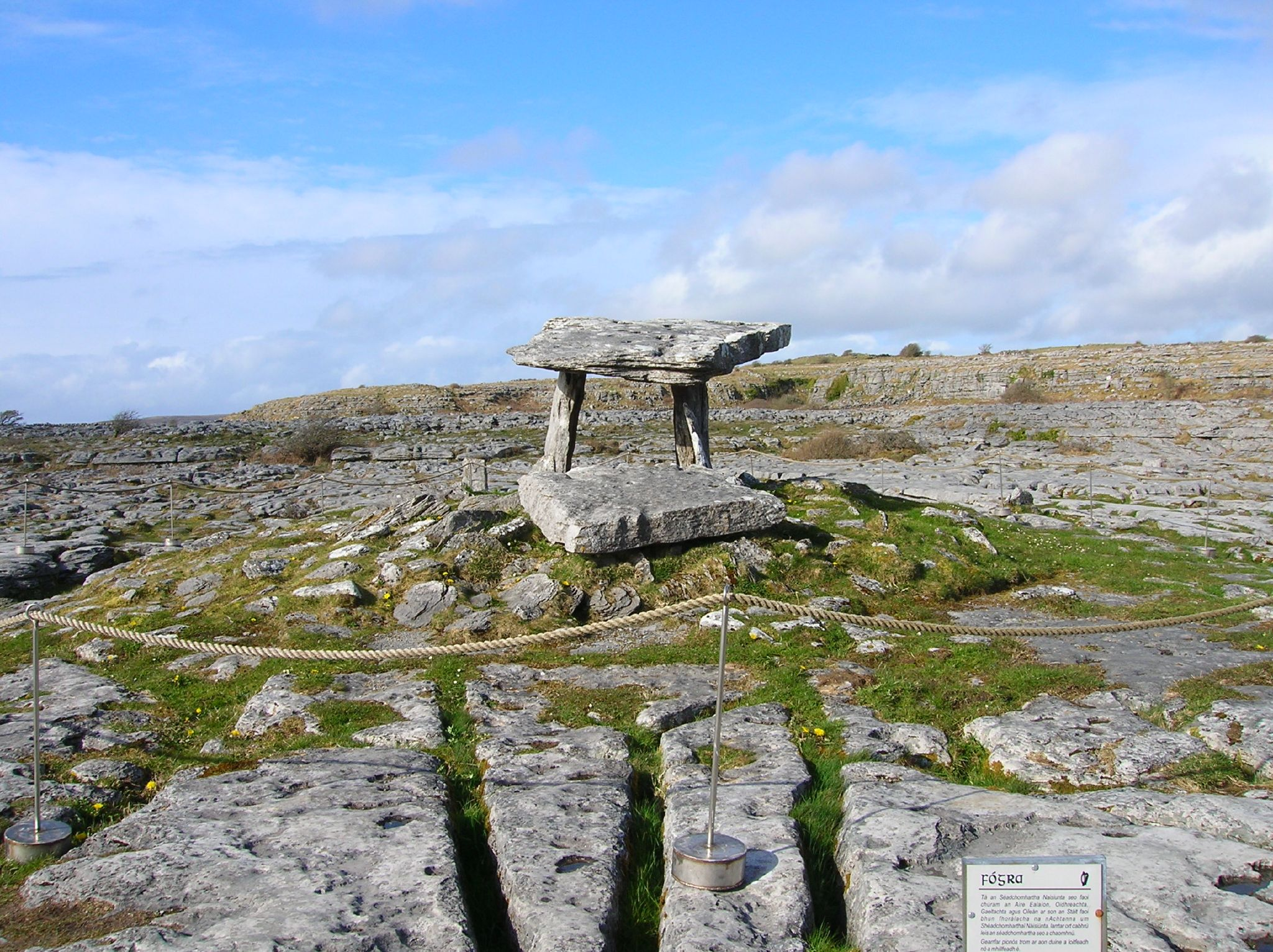
Dolmen di Poulnabrone
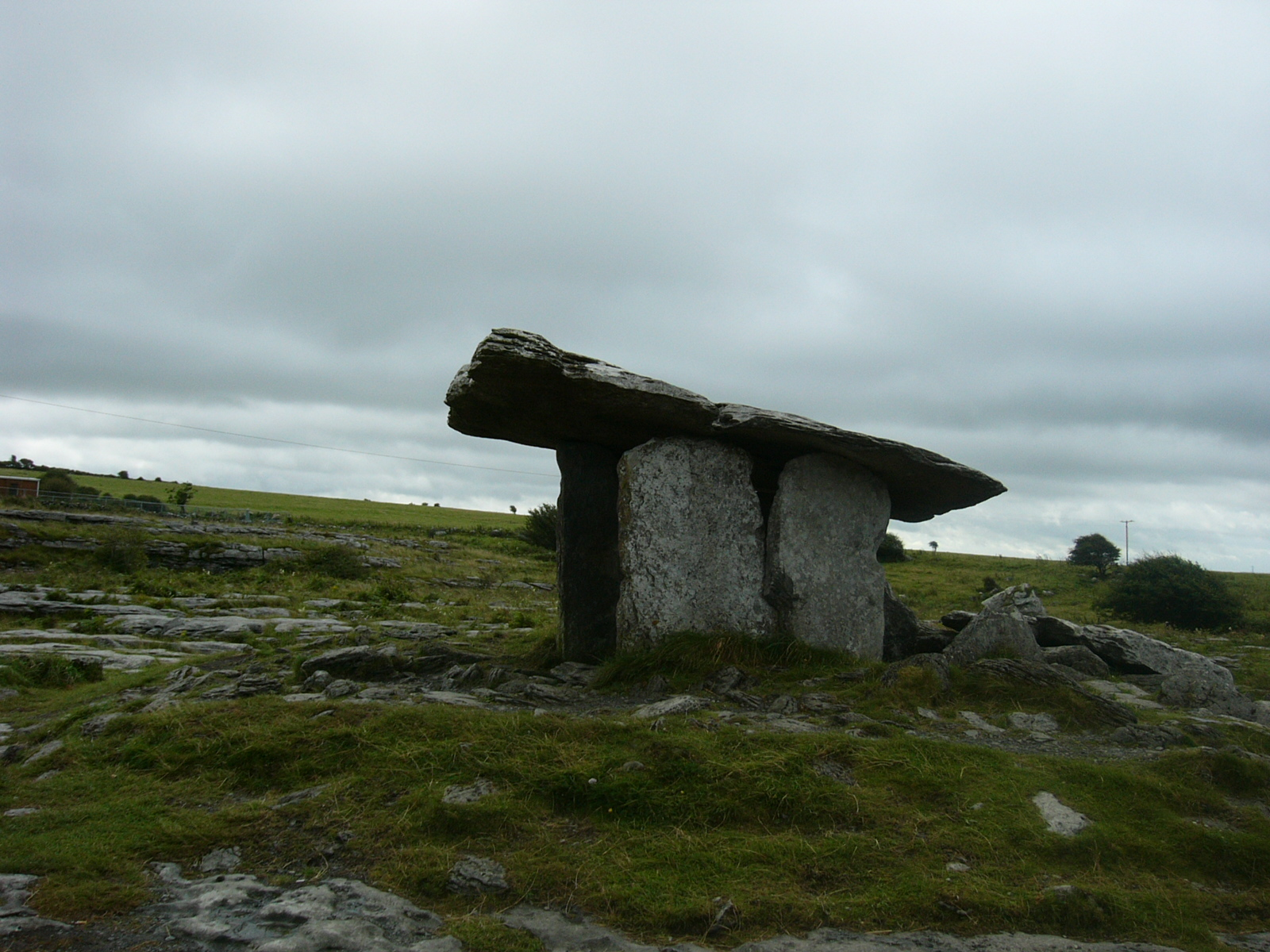
Dolmen di Poulnabrone
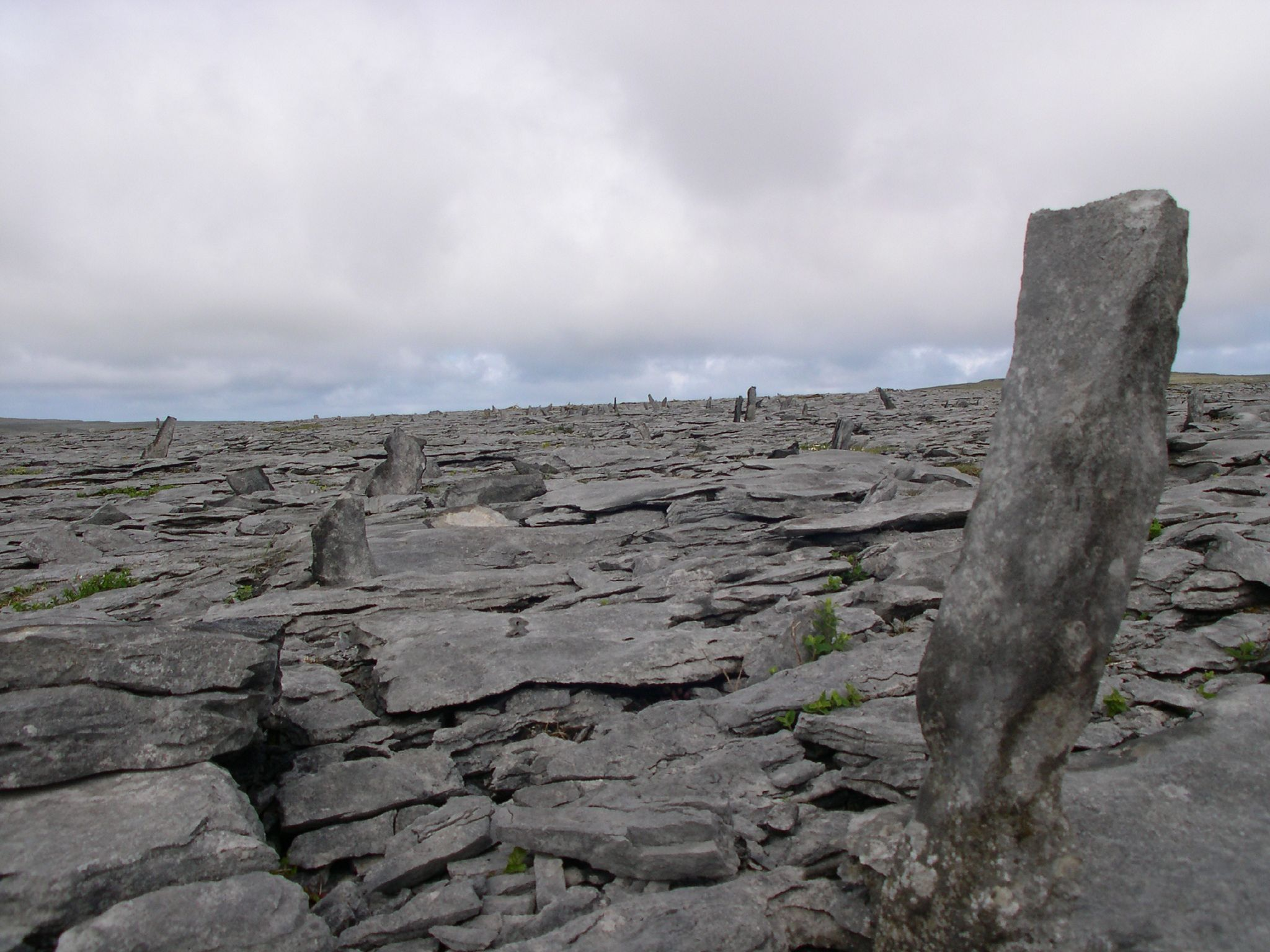
Lastroni in verticale
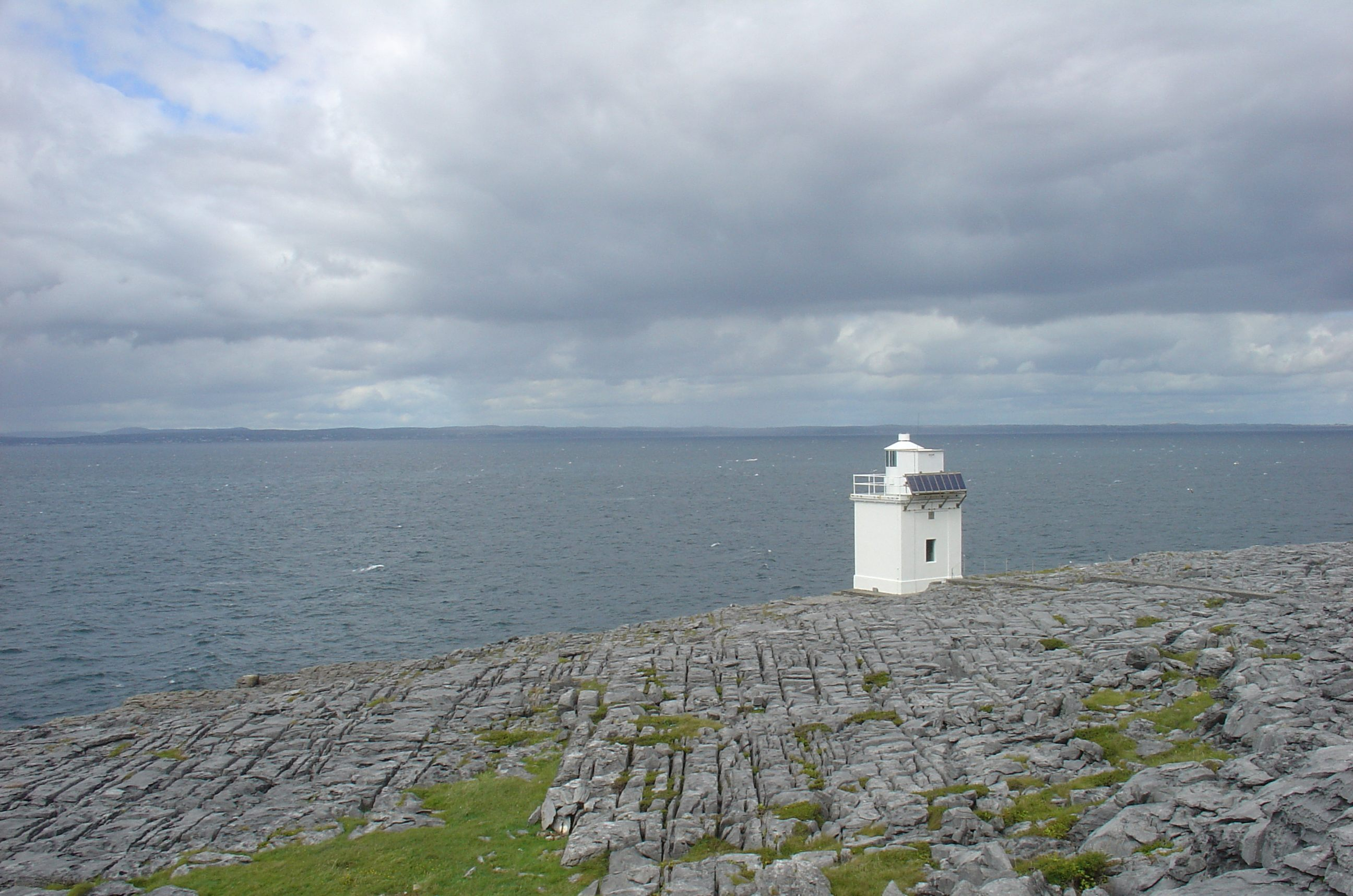
Faro di Black Head
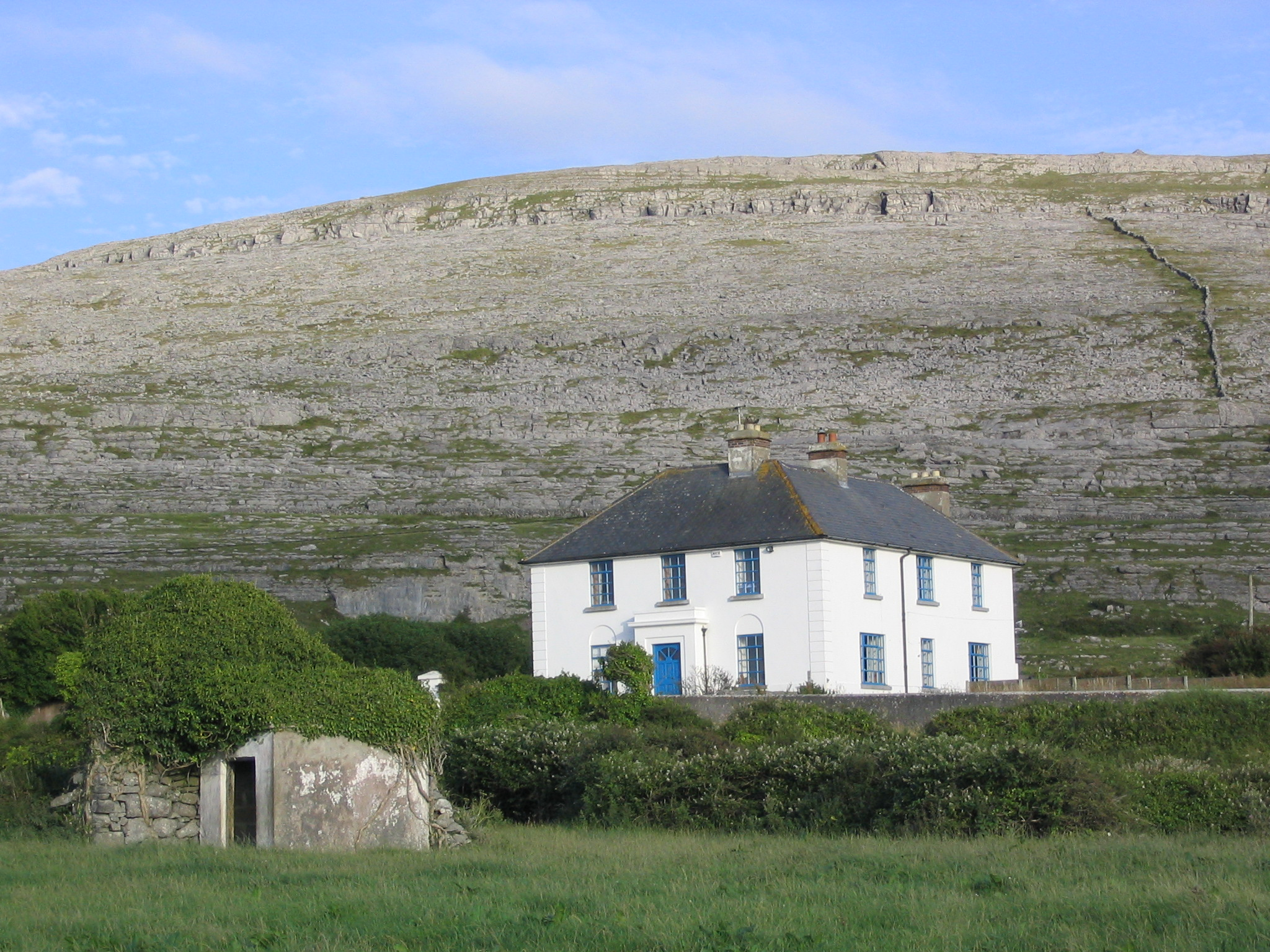
Tipica casa
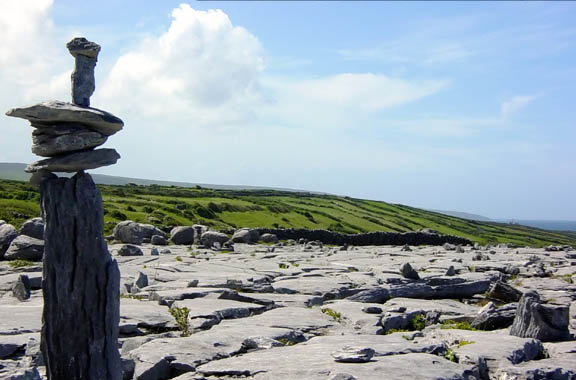
Altri lastroni
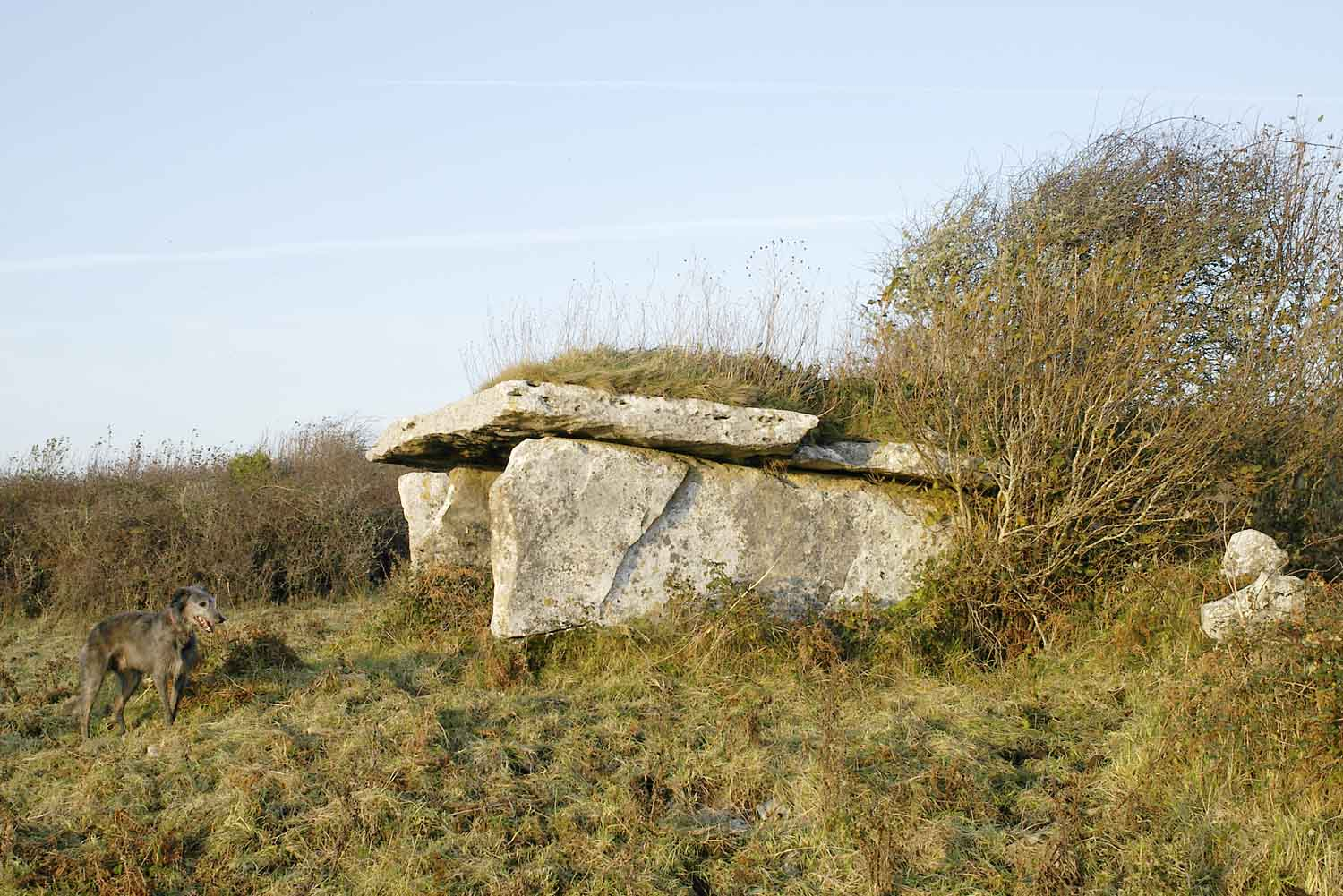
Tomba preistorica